# Глогувко-Крулевське
Глогувко-Крулевське (пол. Głogówko Królewskie, нім. Königlich Glukowko) — село в Польщі, у гміні Швеці Свецького повіту Куявсько-Поморського воєводства. Населення — 297 осіб (2011).
У 1975-1998 роках село належало до Бидгощського воєводства.

## Демографія
Демографічна структура станом на 31 березня 2011 року:
|          | Загалом | Допрацездатний вік | Працездатний вік | Постпрацездатний вік |
| -------- | ------- | ------------------ | ---------------- | -------------------- |
| Чоловіки | 149     | 33                 | 100              | 16                   |
| Жінки    | 148     | 34                 | 87               | 27                   |
| Разом    | 297     | 67                 | 187              | 43                   |